# Aftokinitodromos 12
Der Aftokinitodromos 12 / Αυτοκινητόδρομος 12 (griechisch für ‚Autobahn 12‘) ist eine griechische Autobahn in Thessalien und verbindet die Autobahn 1 bei Velestino mit Volos bzw. der Umgehungsstraße von Volos. Der Verlauf entspricht dem Verlauf der früheren Nationalstraße 6 in diesem Bereich.